# Etiella behrii
Espèce
Etiella behrii est une espèce de lépidoptères (papillons) de la famille des Pyralidae. Elle est originaire d'Asie du Sud-Est et d'Océanie.
Elle est considérée comme nuisible.